# Laurens Dassen
Laurens Antonius Josephus Maria Dassen (nacido el 19 de octubre de 1985) es un político holandés y antiguo banquero. Dassen creció en Knegsel, estudio administración empresarial en la Universidad Radboud de Nimega y trabajo para ABN AMRO por seis años. Ha sido un miembro de Volt Países Bajos desde su fundación en 2018 y fue elegido a la Cámara de Representantes como su partido lijsttrekker en las elecciones generales de 2021.

## Carrera y primeros años
Dassen nació en 1985 en Eindhoven y creció en un pueblo cercano Knegsel, Brabant Norte. Su padre trabajo como director para Philips, y su madre era una profesora de educación primaria . Dassen tiene una hermana mayor y un hermano menor, y atendió el centro escolar de secundaria de Veldhoven la Escuela Sondervick, ganando su diploma havo en 2003. En su juventud,  jugó al fútbol en el Knegselse Boys, y toco el bombardino barítono en una orquesta  juvenil.
Después de terminar la escuela secundaria, Dassen fue a la Universidad de Ciencias Aplicadas de Eindhoven Fontys, renunció después de un año para estudiar economía internacional en la Universidad de Maastricht. Otro año después, en 2005, dejó esa institución educativa para estudiar administración de empresas en la Universidad Radboud de Nimega, donde se graduó en 2011. Mientras era estudiante, Dassen fue miembro de la asociación estudiantil N.S.V. Carolus Magnus, pasó medio año en la India y participó en la edición de 2009 de Harvard Model United Nations como parte de la delegación de los Países Bajos Unidos.
En 2012, después de su graduación, Dassen tomó un trabajo en ABN AMRO. Inicialmente estuvo involucrado en la gestión de riesgos y en la prevención del blanqueo de capitales y la financiación del terrorismo, y  fue destinado a Dubái durante cinco meses. Más tarde, Dassen trabajó en el desarrollo web y de aplicaciones en el banco. Dejó su trabajo en septiembre de 2018, pero regresó a tiempo parcial durante unos meses en 2020.

## Política
Hay una variedad de factores por los cuales Dassen entró en la vida política, incluyendo el ascenso del populismo y nacionalismo, el Brexit y la elección de Donald Trump como Presidente de los Estados Unidos. Incapaz de encontrar un partido político establecido que le representase, se unió a Volt Europa, quiénes estaban buscando formar una ala holandesa, en febrero de 2018 y se unió como voluntario. Dassen es una de las personas que fundó Volt Países Bajos el 23 de junio de 2018 y empezó a servir como su tesorero. Deje su trabajo en ABN AMRO en septiembre para centrarse a tiempo completo en políticas y también se volvió el secretario del Volt. Dassen sucedió a Reinier van Lanschot como presidente el 15 de diciembre de 2018, cuándo Van Lanschot fue escogido como el partido lijsttrekker para las Elecciones al Parlamento Europeo de 2019. El propio Dassen estuvo listado tercero en la lista de partido de Volt Países Bajos. El partido recibió 1.93% del voto, no fue bastante para superar el umbral para un asiento en la Eurocámara.

### Cámara de Representantes
En junio del 2020, Dassen fue escogido el cabeza de lista de Volt para las elecciones generales holandesas de 2021. La campaña de Volt se centró en soluciones Europeas, transfronterizas  para solventar el cambio climático, la migración, seguridad y desigualdad social. Dassen rehusó intentos de situarle en la izquierda o derecha del espectro político, descartándolo como "old politics" ("vieja política "). Volt ganó tres asientos en la elección, resultando en Dassen el ser jurado en tan miembro de la Cámara de Representantes el 31 de marzo. Devenga el dirigente de Volt caucus, y esta en los comités siguientes:
- Comité para Defensa
- Comité para Asuntos Digitales
- Comité para Asuntos Económicos y Política Clima
- Comité para Asuntos Europeos
- Comité para Asuntos Exteriores
- Comité para Infraestructura y Administración de Agua
- Comité para el Interior
- Grupo de contacto Francia
- Grupo de contacto Alemania

Afirmó que su partido, al ser un recién llegado, no estaba abierto a unirse a una nueva coalición de gobierno. En septiembre de 2021, Dassen y otros miembros del parlamento consiguieron pasar con éxito una moción, que fue adoptada por la Cámara , por un período de dos años durante el cual los miembros del gabinete no podían ocupar un puesto de cabildeo después del final de su mandato. Fue en reacción a las recomendaciones del GRECO y de la renuncia de la ministra Cora van Nieuwenhuizen ara trabajar como cabildera en materia de energía.
Durante el mandato de Dassen como líder del caucus, el partido suspendió al miembro de la Cámara Nilüfer Gündoğan de su caucus tras acusaciones de comportamiento inaceptable. Cuando fue expulsada definitivamente en febrero de 2022 tras una investigación, Gündoğan presentó una denuncia penal por difamación contra Dassen, Volt y los acusadores. Un juez determinó que la expulsión había sido injusta y, posteriormente, Dassen se disculpó con Gündoğan, pero luego afirmó que el conflicto solo podría resolverse después de que retirara su denuncia penal. Su expulsión finalmente se restableció en marzo luego de una votación del caucus, en la que Dassen apoyó la medida y calificó su relación como "permanentemente rota". El conflicto provocó que el índice de aprobación de Dassen entre los votantes de Volt cayera del 96% al 74%.

## Vida personal
Siendo miembro del parlamento, Dassen se mudó de Ámsterdam a La Haya. Había estado viviendo en Ámsterdam desde que trabajo como desarrollador web y de aplicaciones para ABN AMRO. Conoció a su novia Britte mientras estudiaba.